# Majestic (jeu vidéo)
Pour les articles homonymes, voir Majestic.
Majestic est un jeu vidéo de type fiction interactive développé par Anim-X et édité par Electronic Arts, sorti en 2001 sur Windows (via un CD-ROM). Il s'agit de l'un des tout premiers jeu en réalité alternée, il se déploie donc sur bien d'autres supports : téléphone, sites web, messagerie électronique, fax...

## Accueil
Majestic a reçu le Prix de l'originalité lors de l'E3 2001 et l'un des cinq Coup de projecteur aux Game Developers Choice Awards de 2002. IGN a donné la note de 7,5/10 au jeu.